# K001
安心ジュニアケータイ K001（あんしんジュニアケータイ けーぜろぜろいち）は、京セラが日本国内向けに開発した、auブランドを展開するKDDIおよび沖縄セルラー電話のCDMA 1X WIN対応携帯電話である。製造型番はKY001（けーわい ぜろぜろいち）。

## 概要
その名の通り12歳以下の児童を対象にした端末であり、同社のW62Kをベースに再設計・再開発し移動経路などの通知機能や護身用防犯ブザーの機能が付加されている。なお、一連のジュニアケータイシリーズとしては唯一のCDMA 1X WIN（EV-DO）対応機種であり、本機のコンセプトならびにターゲット上、同期に発表された「NEW STANDARD」シリーズのベルトのついたケータイ NS01やケースのようなケータイ NS02同様、「LISMO Music」（EZ「着うたフル」 & LISMOビデオクリップ）には対応しておらず、さらに児童向け音声用端末故にじぶん銀行専用の管理用アプリである「じぶん通帳」が標準でプリセットされていない（別途ダウンロードが必要）。

## 沿革
- 2008年（平成20年）10月9日 - テュフ・ラインランド・ジャパンより設計認証。
- 2009年（平成21年）1月29日 KDDI、および京セラより公式発表。
- 2009年1月31日 沖縄地区を除く全国にて一斉発売。
- 2009年2月3日 沖縄地区にて発売。
- 2010年（平成22年）5月 販売終了。

## 主な機能・対応サービス
- 特定Cメール送受信（ペア相手のみ）
- すぐ文字
- とじるとロック
- オートロック

| 主な対応サービス                                      | 主な対応サービス                                                                            | 主な対応サービス                           | 主な対応サービス                                                                  |
| ----------------------------------------------------- | ------------------------------------------------------------------------------------------- | ------------------------------------------ | --------------------------------------------------------------------------------- |
| EZニュースフラッシュ EZニュースEX （EZweb版のみ対応） | EZ「着うた」 （ハイクオリティステレオ(HE-AAC)対応） EZ「着うたフル」 EZ「着うたフルプラス」 | LISMO Book LISMOビデオクリップ LISMO Video | ケータイアップデート                                                              |
| EZチャンネル                                          | EZチャンネルプラス                                                                          | Touch Message                              | EZFeliCa                                                                          |
| PCサイトビューア                                      | じぶん銀行アプリ (別途ダウンロードにて対応)                                                 | EZアプリ(BREW)                             | オープンアプリプレイヤー                                                          |
| ケータイ de PCメール                                  | デコレーションメール                                                                        | デコレーションアニメ                       | au one メール                                                                     |
| EZナビウォーク                                        | EZ助手席ナビ (別途ダウンロードにて対応)                                                     | 安心ナビ                                   | 災害時ナビ                                                                        |
| 移動経路通知                                          | 居場所通知                                                                                  | グローバルパスポート （レンタルサービス）  | au Smart Sports （Karada Manager） (ただし、Run & Walkは別途ダウンロードにて対応) |
| 護身用防犯ブザー                                      | 赤外線通信(IrDA) auフェムトセル (別途、ケータイアップデートにて対応)                        | 制限モード                                 | 通話モード                                                                        |

など

## 不具合および新機能の追加
2010年6月30日に以下の新機能の追加がケータイアップデートにより行われた。
- 宅内用小型基地局「auフェムトセル」に対応した。